# Lisa Oppenheim
Lisa Oppenheim, née en 1975 à New York (États-Unis) est une artiste multimédia américaine.

## Études
Lisa Oppenheim naît à New York en 1975. Elle obtient son baccalauréat de l'université Brown en 1998, se concentrant sur la culture moderne et les médias, l'art et la sémiotique. En 2001, elle obtient sa maîtrise en cinéma et vidéo de la Milton Avery Graduate School of the Arts, Bard College . Elle termine un programme d'étude indépendant du Whitney Museum en 2003. Elle intègre également la Rijksakademie van beeldedne kunsten à Amsterdam de 2004 à 2006.

## Travail
Le travail d'Oppenheim explore le processus de création de photographies et de films. Ses pièces questionnent souvent le genre documentaire ainsi que le concept d'archives. En utilisant des sources archivistiques, elle interroge et se réapproprie la fonction archivistique de la création et de l'omission de récits, questionnant comment le récit et l'imagerie sont entrelacés mais finalement indépendants.
Dans des œuvres telles que Lunagrams, en 2010, dans lesquelles elle expose des négatifs en verre d'archives au clair de lune, Oppenheim expérimente le temps comme force de l'art et de l'imagerie. Elle a réalisé des œuvres dans les arts de la fibre, un art créé à l'aide de ficelles, de cordes et de tissus. Ses œuvres dans les arts de la fibre ont été exposées dans son exposition Gramma à la Tanya Bonakdar Gallery (en).
Oppenheim a été mise à l'honneur dans de nombreuses expositions personnelles et collectives dans des lieux internationaux dont le musée Guggenheim, le Museum of Modern Art et le New Museum of Contemporary Art de New York, le FRAC Champagne-Ardenne en France, le musée Guggenheim de Bilbao en Espagne, le musée d'Art moderne de la République serbe en Bosnie et de la Royal Academy of Arts de Londres.

## Expositions
Les expositions personnelles d'Oppenheim incluent :
- “Blood to Ghosts,” Klosterfelde, Berlin (2010)[8] ;
- “Vapours and Veils,” Klosterfelde, Berlin (2012)[9] ;
- “From Abigail to Jacob (Works 2004–2014)” at Grazer Kunstverein (de) (2014) Graz, Austria[10] ;
- “Spine”, MOCA Cleveland (en), Cleveland, Ohio (2017). Curated by Andria Hickey, the exhibition, explored the human spine in nature, in the body, and in labor. It featured repurposed photographs by Lewis Hine, textiles based on Pre-Columbian textiles in the collection of the Cleveland Museum of Art, and landscape portraits[11],[12].
- Tanya Bonakdar Gallery, Los Angeles (2020)[13],[14].

## Récompenses
- Prix de photographie AIMIA / AGO du Musée des beaux-arts de l'Ontario, en 2014[3] .
- Prix international de photographie Shpilman du Musée d'Israël[3] .

## Collections
Le travail de Lisa Oppenheim fait partie des collections publiques de :
- FRAC Champagne-Ardenne, Reims, France
- FRAC Piemonte, France
- Kunstverein, Hambourg, Allemagne
- Musée d'Israël, Jérusalem, Israël
- Institut Shpilman de la photographie, Tel Aviv, Israël
- Musée Guggenheim, New York, États-Unis
- MIT List Visual Arts Center, Cambridge, MA, États-Unis
- Museum of Modern Art, New York, États-Unis
- Whitworth Art Gallery, Manchester, Royaume-Uni[1]